# Isotenes
Genre
Classification phylogénétique
Isotenes est un genre regroupant une vingtaine d'espèces d'insectes de la famille des Tortricidae.

## Espèces
- Isotenes anisa  Diakonoff, 1983
- Isotenes athliopa  (Meyrick, 1938)
- Isotenes clarisecta  Diakonoff, 1952
- Isotenes crobylota  (Meyrick, 1910)
- Isotenes cryptadia  Diakonoff, 1948
- Isotenes epiperca  Diakonoff, 1944
- Isotenes erasa  Diakonoff, 1952
- Isotenes eurymenes  (Meyrick, 1930)
- Isotenes inae  Diakonoff, 1948
- Isotenes marmorata  Diakonoff, 1952
- Isotenes megalea  Diakonoff, 1952
- Isotenes melanoclera  Meyrick, 1938
- Isotenes melanopa  Diakonoff, 1952
- Isotenes melanotes  Diakonoff, 1952
- Isotenes mesonephela  Diakonoff, 1952
- Isotenes miserana  (Walker, 1863)
- Isotenes ornata  Diakonoff, 1952
- Isotenes prosantes  Diakonoff, 1952
- Isotenes pudens  Diakonoff, 1952
- Isotenes punctosa  Diakonoff, 1952
- Isotenes rhodosphena  Diakonoff, 1952
- Isotenes sematophora  Diakonoff, 1952
- Isotenes tetrops  (Diakonoff, 1944)
- Isotenes thaumasia  Diakonoff, 1948